# Mlin na vjetar u Bolu
Mlin na vjetar nalazi se u Bolu na Braču, na adresi Kotlina.

## Opis
Mlin na vjetar u Bolu je na istočnoj strani naselja blizu morske obale. Kružna građevina građena je nepravilnim lomljenim kamenom. Nasuprot ulazu su konzolne kamene stube koje vode sve do drugog kata, koji završava terasom umjesto izvornim krovom. Na zidu su tragovi smještaja mehanizma i osovine mlinskog kola. Vrijedan primjer industrijske arhitekture ranog 19. st. na Braču.

## Zaštita
Pod oznakom Z-5349 zaveden je kao nepokretno kulturno dobro - pojedinačno, pravna statusa zaštićena kulturnog dobra, klasificirano kao "javne građevine".

## Vanjske poveznice
|  | Zajednički poslužitelj ima još gradiva o temi Mlin na vjetar u Bolu |